# Макарычева, Марина Израилевна
Марина Израилевна Макарычева (урождённая Островская; род. 8 мая 1953, Москва) — советская и российская шахматистка, мастер спорта СССР по шахматам (1977). В составе команды Москвы победительница Всесоюзной шахматной олимпиады (1972).

## Биография
Воспитанница тренеров А. Б. Рошаля и А. И. Хасина. В 1970-е годы входила в число сильнейших шахматисток Москвы. Многократная участница чемпионатов Москвы по шахматам среди женщин. Лучший результат в турнире показала в 1975 году, когда заняла третье место. В 1979 году победила в первенстве Вооруженных Сил по шахматам среди женщин. Участвовала в финале чемпионата СССР по шахматам среди женщин в 1977 году, в котором поделила 14—16-e место. Представляла команду Москвы в первенстве СССР между командами союзных республик по шахматам в 1972 году, где завоевала первое место и в командном, и в личном зачете. 
Окончила Московский авиационный институт. С 1996 по 2015 год работала в телекомпании «НТВ-Плюс». Вместе с мужем, гроссмейстером Сергеем Макарычевым вела еженедельную программу «Шахматное обозрение», которая выходила также на телеканале «НТВ Мир» и «НТВ-America». За годы работы подготовила почти 3500 шахматных программ, шесть документальных фильмов и более 100 телеуроков. В соавторстве с мужем написала две шахматные книги. В 1995 году супруги издали самоучитель «От А до …» — учебник «для тех кто учит играть», а в 2010 году свет увидела «Шахматная сказка» — иллюстрированная книжка для начинающих.
В 2018 году Сергей и Марина Макарычевы запустили YouTube-канал, посвящённый шахматам.